# Dálnice 8
Die Dálnice D8 ist eine tschechische Autobahn in Mittelböhmen und Nordböhmen im Zuge der internationalen Straßenverbindung Berlin–Dresden–Prag und der Europastraße 55.

## Beschreibung
Diese Autobahn verbindet zusammen mit der deutschen A 17 die Städte Dresden und Prag. Die Strecke ist Teil des paneuropäischen Verkehrskorridors IV von Berlin nach Istanbul. In offiziellen Publikationen wird die Verbindung Prag–Dresden auch als Via Porta Bohemica (Straße der Böhmischen Pforte) bezeichnet.

## Geschichte
Nach dem Münchner Abkommen und der Eingliederung des Sudetenlandes an Deutschland im Oktober 1938 wurde zunächst eine Reichsautobahn von Dresden nach Lovosice (Lobositz) zum Anschluss an die im Bau befindliche Sudetenautobahn von Gefrees über Karlsbad nach Reichenberg projektiert. Nach der vollständigen Zerschlagung der Tschechoslowakei und der Gründung des Protektorates Böhmen und Mähren im März 1939 erfolgte im Jahr 1940 die Erweiterung der Planungen auf die Linie Dresden – Prag – Budweis – Linz mit einer Führung westlich von Prag. Im Netzplan vom 1. August 1941 war die Autobahn Dresden – Prag mit westlicher Trasse um Prag enthalten, doch fehlte die Fortführung nach Budweis und Linz. Nach dem Ende des Zweiten Weltkriegs wurden diese Planungen durch die zweite tschechoslowakische Republik nicht mehr fortgeführt. 
Die Regierung der DDR sah bereits 1958 wieder eine Autobahnverbindung von Dresden nach Prag vor. Durch Beschluss der Regierung der ČSSR Nr. 286 vom 10. April 1963 wurde die Strecke Dresden – Prag in das geplante tschechoslowakische Autobahnnetz aufgenommen. Doch genoss die Verbindung zunächst keine Priorität. Bis 1990 wurde nur ein kurzer Abschnitt bei Teplice und Ústí nad Labem in Betrieb genommen, der für den internationalen Verkehr keinerlei Bedeutung hatte. Erst mit dem Ende des Kalten Krieges und der Gründung der Tschechischen Republik erfolgte eine Beschleunigung des Projektes.
Der 45 km lange Abschnitt zwischen Prag und Lovosice (Lobositz)-Východ (Ost) wurde abschnittsweise zwischen 1990 und 2000 in Betrieb genommen; auf ihm verläuft auch die Europastraße 55. Die 23,4 km lange Strecke von Trmice (Türmitz) nahe Ústí nad Labem (Aussig) zur tschechisch-deutschen Grenze mit Anschluss an die A 17 nach Dresden wurde am 21. Dezember 2006 für den Verkehr freigegeben.
Da der Abschnitt zwischen Trmice (Türmitz) und Řehlovice (Großtschochau) als Schnellstraße Teplice–Ústí nad Labem (E 442, Silnice I/63, frühere Rychlostní silnice R63) bereits 1988 vollendet wurde, fehlte für eine durchgehende Autobahnverbindung Dresden–Prag nur noch der 16,4 km lange Abschnitt von Lovosice-Východ nach Řehlovice. Der Bau dieser Strecke verzögerte sich, da die Trasse ein wertvolles Naturschutzgebiet im Böhmischen Mittelgebirge durchschneidet und finanzielle Mittel für den Bau eines längeren Tunnels nicht bereitstanden.
Im April 2007 hat das Umweltministerium der Tschechischen Republik einen wesentlichen Einspruch von Bürgerinitiativen gegen das Teilstück im Naturschutzgebiet Böhmisches Mittelgebirge zurückgewiesen, wogegen auch kein Widerspruch möglich war. Damit konnte die tschechische Autobahndirektion ŘSD den Antrag auf Baugenehmigung für den umstrittenen Abschnitt bei der Behörde des Ústecký kraj einreichen. Zunächst gelang es nicht, alle für die Trassierung benötigten Grundstücke zu erwerben.
Im Oktober 2007 begann der Bau des vorletzten Teilstücks von Lovosice-západ bis Bílinka, das 2011 eröffnet werden sollte. Die technischen Unterlagen für die Schallschutzbrücke bei Vchynice wichen jedoch vom tatsächlichen Bau ab, so dass eine neue Baugenehmigung eingeholt werden musste und der bereits fertiggestellte Abschnitt noch nicht eröffnet werden konnte. Am 14. Mai 2012 wurde der Abschnitt für den Verkehr freigegeben.
Nach einem Urteil des Bezirksgerichts Ústí nad Labem aus dem Jahr 2012 waren alle Genehmigungen zum Bau der D8 illegal, da die Bevölkerung nicht angehört wurde. Andererseits wurde am 20. April 2012 ein Einspruch der Umweltschützer Děti Země (Kinder der Erde) abgewiesen.
Nachdem diesem Bescheid innerhalb der 14-tägigen Frist nicht widersprochen wurde, bestand seit 7. Mai 2012 Baurecht. Der zuständige Beamte in Ústí Jiří Šulc erklärte, dass der ausständige Streckenbau von 11 km innerhalb von 30 Monaten fertiggestellt werden kann, da Tunnel und Brücken fertiggestellt seien. Damit hätte der restliche Abschnitt im Dezember 2014 zur Gänze in Betrieb genommen werden können.
Am 25. Juli 2012 verwarf das Gericht in Ústí nad Labem eine Entscheidung der Behörde zum Bau der D8 in Richtung deutscher Grenze. Daraufhin wurden die Bauarbeiten am 27. Juli 2012 vorübergehend gestoppt. Am 15. August 2012 lehnte die Behörde in Ústí nad Labem erneut den Einspruch eines Umweltverbandes gegen die Streckenführung der D8 ab. Die Bauarbeiten wurden schließlich am 31. August 2012 wieder aufgenommen.
Allerdings verschüttete ein Erdrutsch zwischen Dobkovičky und Prackovice am 7. Juni 2013 die bereits angefangene Trasse, so dass die Fertigstellung weiter verzögert wurde. Die Arbeiten an der Autobahnstrecke durch das Böhmische Mittelgebirge kamen praktisch zum Erliegen. Der tschechische Verkehrsminister Antonín Prachař trat auch in Folge dieser Angelegenheit zurück.
Am 17. Dezember 2016 wurde schließlich der letzte Abschnitt der Autobahn eröffnet.

## Bauabschnitte
Der Bau der D8 wurde in folgenden Teilabschnitten realisiert:
| Nr. des Abschnitts | Abschnitt                  | Länge     | Baubeginn        | Fertigstellung    | Querschnitt | Entwurfs- geschwindigkeit | Besonderheit |
| ------------------ | -------------------------- | --------- | ---------------- | ----------------- | ----------- | ------------------------- | --- |
| 801                | Zdiby – Úžice              | 9,600 km  | Oktober 1990     | 23. Juli 1993     | D26,5       | 120                       | bis 2030 geplanter Neubau des Kreuz Březiněves mit dem Prager Autobahnring (Dálnice 0); sechsstreifiger Ausbau der Prosecká radiala (Silnice I/8) auf den Kilometern -1,903 bis -4,150 in der Kategorie D34/120 und Widmung als D 8 |
| 802                | Úžice – Nová Ves           | 8,900 km  | Dezember 1993    | 18. Oktober 1996  | D26,5       | 120                       | |
| 803                | Nová Ves – Doksany         | 16,351 km | 26. Oktober 1998 | 18. Juni 2001     | D26,5       | 120                       | |
| 804                | Doksany – Lovosice         | 13,425 km | Oktober 1996     | 26. Oktober 1998  | D26,5       | 120                       | kurzer Abschnitt im Bereich der AS Doksany erst am 8. Juni 2001 in Betrieb genommen |
| 805                | Lovosice – Řehlovice       | 16,413 km | Herbst 2007      | 17. Dezember 2016 | D27,5       | 120                       | 1. Bauabschnitt Lovosice – Bílinka (3,924 km): Fertigstellung am 14. Mai 2013; 2. Bauabschnitt Bílinka – Řehlovice (12,489 km): Fertigstellung 17. Dezember 2016 aufgrund Bauverzögerung durch Erdrutsch                            |
| 806                | Řehlovice – Trmice         | 4,175 km  | April 1984       | 6. November 1990  | D26,5       | 120                       | Bau der Autobahn gemeinsam mit der Silnice I/63 als Verbindungsstrecke zwischen Teplice und Ústí nad Labem |
| 807                | Trmice – Staatsgrenze CZ/D | 23,344 km | September 2003   | 21. Dezember 2006 | D27,5       | 120                       | in Teilen im Querschnitt D28/100 errichtet |

## Errichtungskosten
Der Rechnungshof der Tschechischen Republik (Nejvyšší kontrolní úřád, NKU) kritisierte das tschechische Verkehrsministerium in Prag wegen schwerwiegender Überschreitung der Baukosten bei Teilstücken der Autobahn D8. Durch schlechte Planung seien etwa die Kosten des Abschnitts Trmice–Staatsgrenze D-CZ von ursprünglich 1,1 Mrd. Euro auf 1,5 Mrd. Euro gestiegen, heißt es im NKU-Bericht für 2006. Erhöhungen um 33 % wie im genannten Fall seien „alarmierend“, kritisierte die Aufsichtsbehörde.

## Autobahnmaut
Es besteht auf der D 8 Mautpflicht zwischen den Anschlussstellen 1 (Zdiby) und 64 (Řehlovice) in beiden Richtungen sowie in Richtung Dresden ab Anschlussstelle 80 (Knínice) bis zur Staatsgrenze (Gegenrichtung in diesem Abschnitt mautfrei). Aus Richtung Dresden besteht die erste Möglichkeit zum Erwerb einer elektronischen Vignette bei der Tank- und Rastanlage Varvažov.